# Marius' militærreformer
Marius' militærreformer eller de marianske reformer af 107 f.Kr. var den romerske statsmand og general Gaius Marius' omfattende militærreformer.
Før dem var det kun selvejende bønder, der kunne blive soldater. Det begrænsede hærens størrelse. Desuden måtte soldatene anskaffe deres eget udstyr; og kavaleriet var kun for adelsmændene, ridderne, på grund af de høje priser på heste og udstyr.
Gaius Marius indførte standardiseret træning og udstyr til legionerne. Det hjalp til erobringen af territorier uden for romerske provinser. Alle romerske generaler og kejsere, der kom til magten efter Marius, fulgte hans eksempel med hårdt trænede og veludrustede legioner.
Marius' reformer førte til, at de ejendomsløse, proletariatet, kunne blive soldater. Det øgede  den romerske hærs størrelse enormt. Det eneste krav var, at soldaten skulle være romersk borger. De fleste professionelle soldater gjorde tjeneste i 25 år. Efter endt tjeneste fik de en jordlod til landbrug. Det system var med til at indlemme andre lande og provinser i det romerske rige: udenlandske hjælpesoldater, som gjorde tjeneste ved siden af legionærerne, fik tilbudt romersk borgerskab for dem selv og deres familier.

## Virkningen på det romerske samfund
Det første resultat var forbedringen af den militære magt. Når krig truede Romerriget, skulle en general ikke først samle en hær og træne den til krig, militære kommandoer og disciplin. Det var grundlaget for den stærke romerske militærmagt helt til 400-tallet e. Kr. 
En anden virkning var bosættelsen af veteraner i de erobrede lande. Det hjalp til at integrere regionerne som romerske provinser og romanisere borgerne. Det resulterede i mindre utilfredshed og færre oprør mod det romerske overherredømme.
Hærens loyalitet flyttede sig fra Senatet i Rom til den general, som anførte hæren. Det blev ret almindeligt, at generaler gjorde oprør for at bevare magten frem for at trække sig tilbage som hærførere. Det førte til flere borgerkrige, bl.a. mellem Cæsar og Pompejus. Det gav også den Romerske Republik dødsstødet.